# The Art of Balance
| Críticas profissionais | Críticas profissionais |
| Avaliações da crítica  | Avaliações da crítica  |
| Fonte                  | Avaliação              |
| ---------------------- | ---------------------- |
| allmusic               | [ 1 ]                  |

The Art of Balance é o terceiro álbum de estúdio da banda Shadows Fall, lançado a 17 de setembro de 2002.

## Faixas
Todas as letras escritas por Brian Fair, música composta por Shadows Fall, exceto "Welcome to the Machine," escrita e composta por Roger Waters.
1. "Idle Hands" — 3:34
2. "Thoughts Without Words" — 4:31
3. "Destroyer of Senses" — 2:54
4. "Casting Shade" (instrumental) — 2:09
5. "Stepping Outside the Circle" — 5:14
6. "The Art of Balance" — 4:46
7. "Mystery of One Spirit" — 5:10
8. "The Idiot Box" — 4:30
9. "Prelude to Disaster" (instrumental) — 1:48
10. "A Fire in Babylon" — 7:30
11. "Welcome to the Machine" (cover de Pink Floyd) — 5:05

## Desempenho nas paradas musicais
| Parada musical (2002)               | Posição |
| ----------------------------------- | ------- |
| Estados Unidos - Independent Albums | 15      |
| Estados Unidos - Top Heatseekers    | 17      |

## Créditos[3]
- Brian Fair — Vocal
- Jonathan Donais — Guitarra, vocal de apoio
- Matt Bachand — Guitarra, vocal de apoio
- Paul Romanko — Baixo
- Jason Bittner — Bateria